# پیر پلیملدن
پیر پلیملدن (فرانسوی: Pierre Pleimelding‎; ۱۹ سپتامبر ۱۹۵۲ – ۱ مهٔ ۲۰۱۳) بازیکن و مربی فوتبال اهل فرانسه بود.
از باشگاه‌هایی که در آن بازی کرده‌است می‌توان به باشگاه فوتبال سروت ۱۸۹۰، باشگاه فوتبال موناکو، باشگاه فوتبال لیل، باشگاه فوتبال کن، باشگاه فوتبال نانسی و باشگاه فوتبال تروا اشاره کرد.
وی همچنین در تیم ملی فوتبال فرانسه بازی کرده‌است.